# Glavna cesta 103
Die Glavna cesta 103 (slowenisch für Hauptstraße 103) ist eine Hauptstraße zweiter Klasse in Slowenien.

## Verlauf
Die Straße zweigt westlich von Tolmin von der Glavna cesta 102 ab und folgt dem Lauf des Isonzo (slowenisch: der Soca) flussabwärts über Kanal nach Nova Gorica. Von dort führt sie weiter nach Šempeter-Vrtojba und endet dort an der Schnellstraße Hitra cesta H4.
Die Länge der Straße beträgt 41,03 km.